# Alila Timur
Alila Timur is een bestuurslaag in het regentschap Alor van de provincie Oost-Nusa Tenggara, Indonesië. Alila Timur telt 948 inwoners (volkstelling 2010).